# Knektåsen
Knektåsen är ett bostadsområde som utgörs av villabebyggelse i nordöstra delen av tätorten Karlskoga. Efter andra världskriget uppfördes 17 tjänstemannavillor för tjänstemän vid Bofors av det kända stockholmskontoret Backström & Reinius på Knektåsen.